# Pura (tempel)

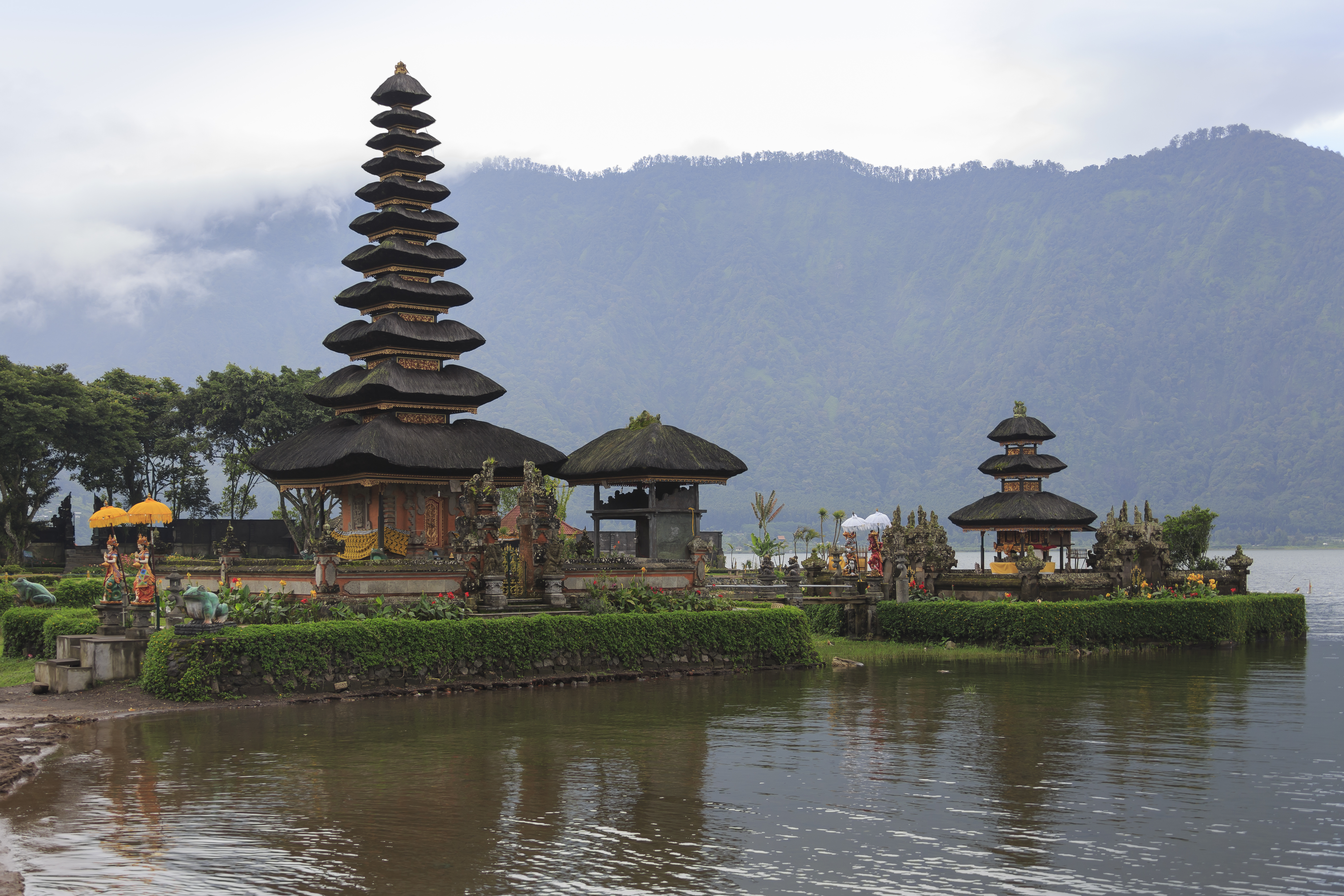
De Pura Ulun Danu Bratan. De hoge constructies zijn de meru's, oftewel de offerplaatsen.

Een pura is een Balinees-hindoeïstische tempel. De architectuur wijkt sterk af van de tempels in India. Door haar vele pura's wordt Bali wel het eiland van de duizend tempels genoemd waarbij de Pura Besakih op de helling van de Agung als de belangrijkste wordt gezien. Ook in andere delen van Indonesië zijn pura's te vinden.
Het woord pura komt oorspronkelijk uit het Sanskriet waar verschillende termen als -pur, -puri, -pura, -puram, -pore de betekenis stad, ommuurde stad of paleis hadden. Toen de Balinese taal zich ontwikkelde ontstonden hieruit de woorden pura en puricame dat paleis betekent.
De Balinese kalender heeft 210 dagen en elk kalenderjaar wordt de stichting van de tempel herdacht tijdens een drie dagen durend feest genaamd Odalan. Hierbij worden de goden geëerd met offers, gebeden en feesten. Verder worden dagelijks offers gebracht. Dit varieert van een schaaltje met bloemen tot zeer grote offertorens met veel fruit en bloemen.

## Architectuur

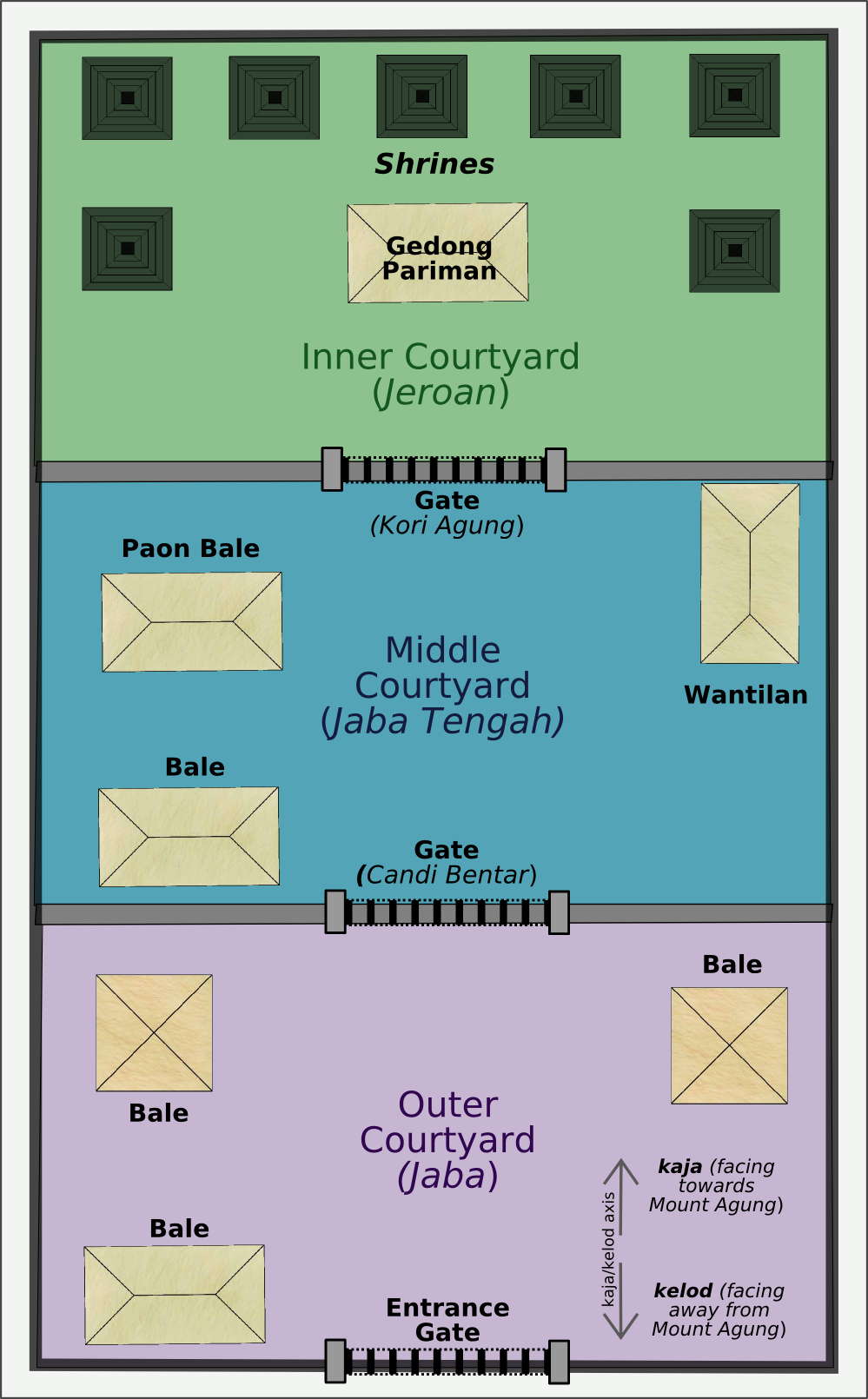
Diagram van een Balinese tempel.

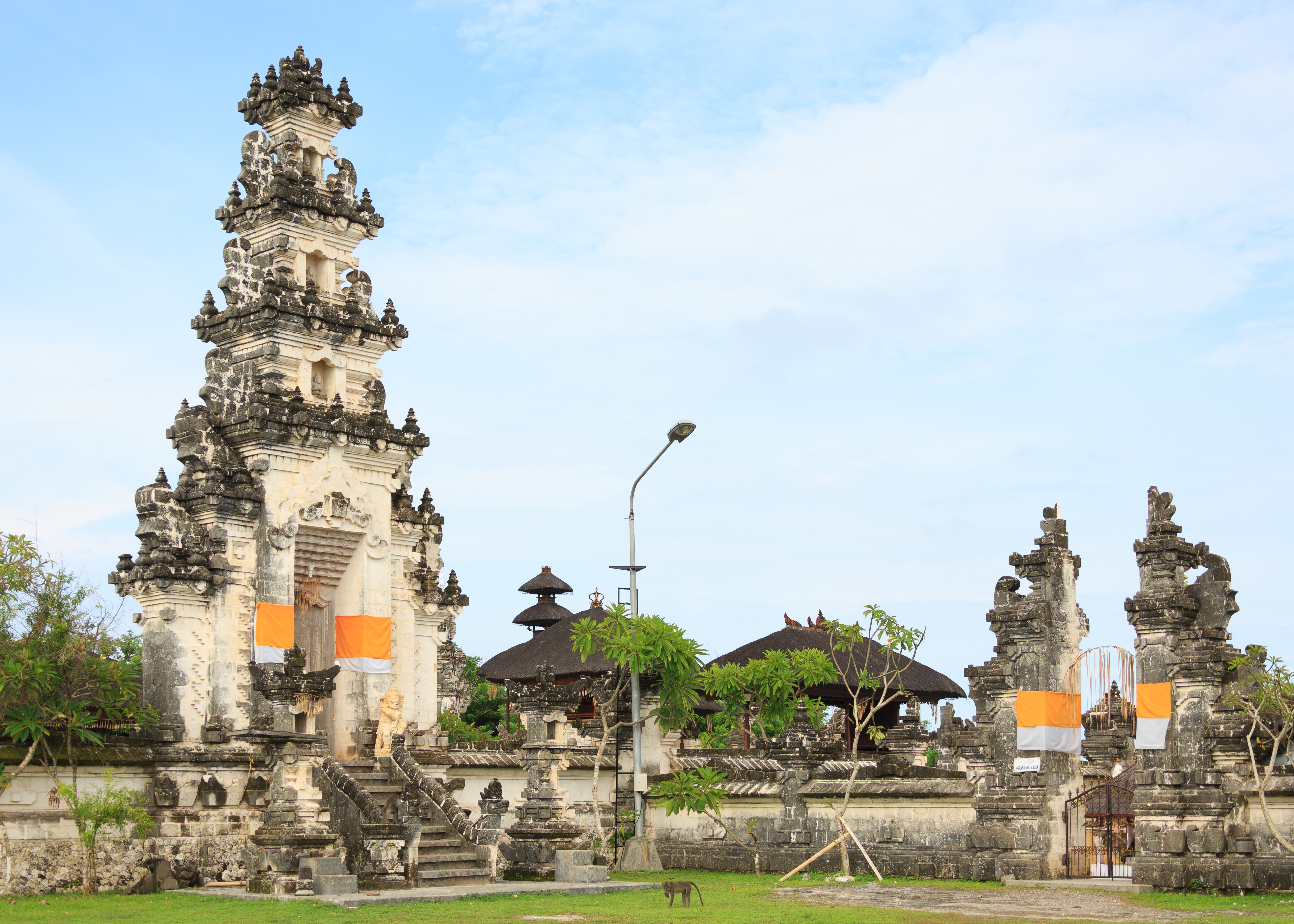
Er worden twee soorten toegangspoorten onderscheiden: Rechts de Candi Bentar die toegang biedt tot het middenhof en links de Paduraksa die toegang biedt tot het heilige hof.

Anders dan bij de Indiase Hindoeïstische tempels is de Balinese Pura een open ommuurde ruimte met daarbinnen een aantal meru's en paviljoenen. Een meru is een toren die sterk aan een pagode doet denken en die gewijd is aan een god. De vorm verwijst naar de mythische berg Meru. In een meru worden vaak relikwieën bewaard.
Pura's zijn gewoonlijk ingedeeld in drie hoven, mandala's genoemd die via poorten met elkaar verbonden zijn. Er is vaak wel flexibel met deze indeling omgegaan.
- De Nista mandala (jaba pisan) is het eerste hof. Dit is vaak een tuin of open ruimte. Hier kan men zich voorbereiden op het bezoek aan de tempel en hier worden soms voorstellingen gegeven.
- De Madya mandala (jaba tengah) is het tweede hof en is bereikbaar vanuit het eerste hof. Bij sommige tempels kun je via een zijingang direct dit tweede hof bereiken. Hier vinden de rituelen plaats. Verschillende paviljoenen zijn hier te vinden, zoals de wantilan waar mensen samenkomen, de bale kulkul waar de spleettrommel wordt bespeeld en de bale gong waar de gamelan wordt bespeeld. Soms is hier ook een keuken te vinden of een bale agung voor het dorpsbestuur.
- Utama mandala (jero) is het meest heilige deel van het complex. Dit deel is nooit direct van buitenaf bereikbaar maar wordt betreden vanuit het tweede hof. Dit hof is meestal niet toegankelijk voor toeristen en hier bevindt zich de lotustroon van Acintya, de belangrijkste godheid van het Balinees Hindoeïsme. Hier staan ook de meru's en de altaren voor de offers.

Er zijn twee soorten poorten in gebruik. De Candi Bentar is een grote gespleten poort die de doorgang vormt tussen het eerste en tweede hof en de Paduraksa is een overdekte poort om van het tweede naar het derde hof te gaan.
Het is verplicht om een sarong en een slendang te dragen en netjes en niet te bloot gekleed te gaan voor een bezoek aan een tempel.

## Tempels met verschillende functies
Er worden verschillende soorten tempels onderscheiden:
- Pura kahyangan jagad is een tempel die op de hellingen van bergen en vulkanen te vinden is.
- Pura tirta is een watertempel. Deze tempels vervulden een maatschappelijke rol voor het beheer de subak, voor het reguleren van het irrigatiewater.
- pura segara is een zeetempel. In de 16e eeuw werden deze langs de kust gebouwd om de zeegoden te eren. Het was de bedoeling dat deze tempels een ring rond het eiland zouden vormen waarbij elke pura vanuit de volgende zichtbaar moest zijn. De zeetempels worden veel bezocht voor het Melasti (reinigingsritueel).
- Dorp- en stadstempels zoals de pura desa voor de verering van Brahma de personificatie van het scheppende aspect van de goddelijke Hindoe-drieëenheid, de pura puseh gewijd aan Vishnoe en de pura dalem voor de verering van Shiva, Durga, andere goden en de natuur. Vaak is in de pura dalem een boom te vinden zoals een banyan die als schrijn wordt gebruikt.
- pura mrajapati is gewijd aan de Prajapati's. Deze tempels dienen vaak om overleden personen op te baren voorafgaand aan hun crematie.

Veel huizen hebben een eigen kleine huistempel, meestal een offerplaats. Ook hier worden dagelijks offers gebracht.

## Bekende tempels
- Pura Besakih, de moedertempel
- Pura Tanah Lot, op een rots in zee
- Pura Ulun Danu Bratan, in een kratermeer
- Pura Meduwe Karang
- Pura Taman Ayun
- Pura Tirta Empul
- Pura Ulun Danu Batur

## Afbeeldingen

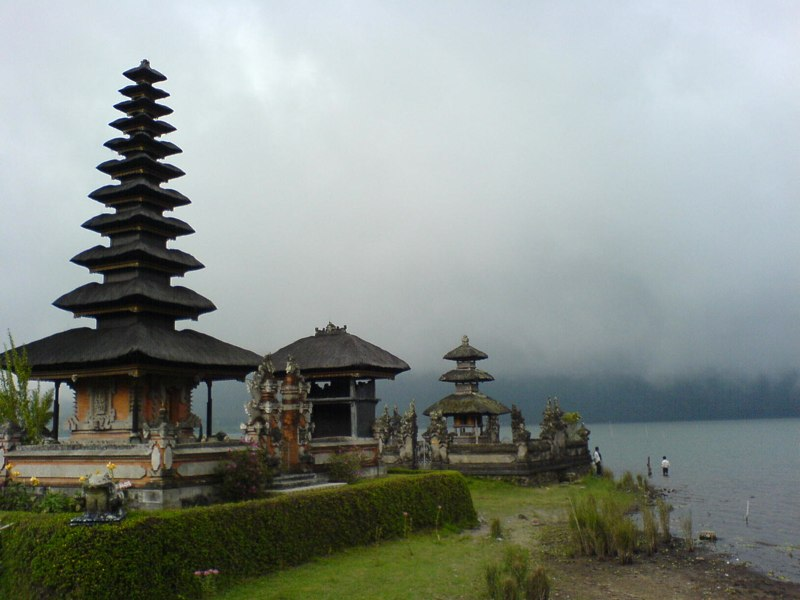
Pura Ulun Danu Bratan
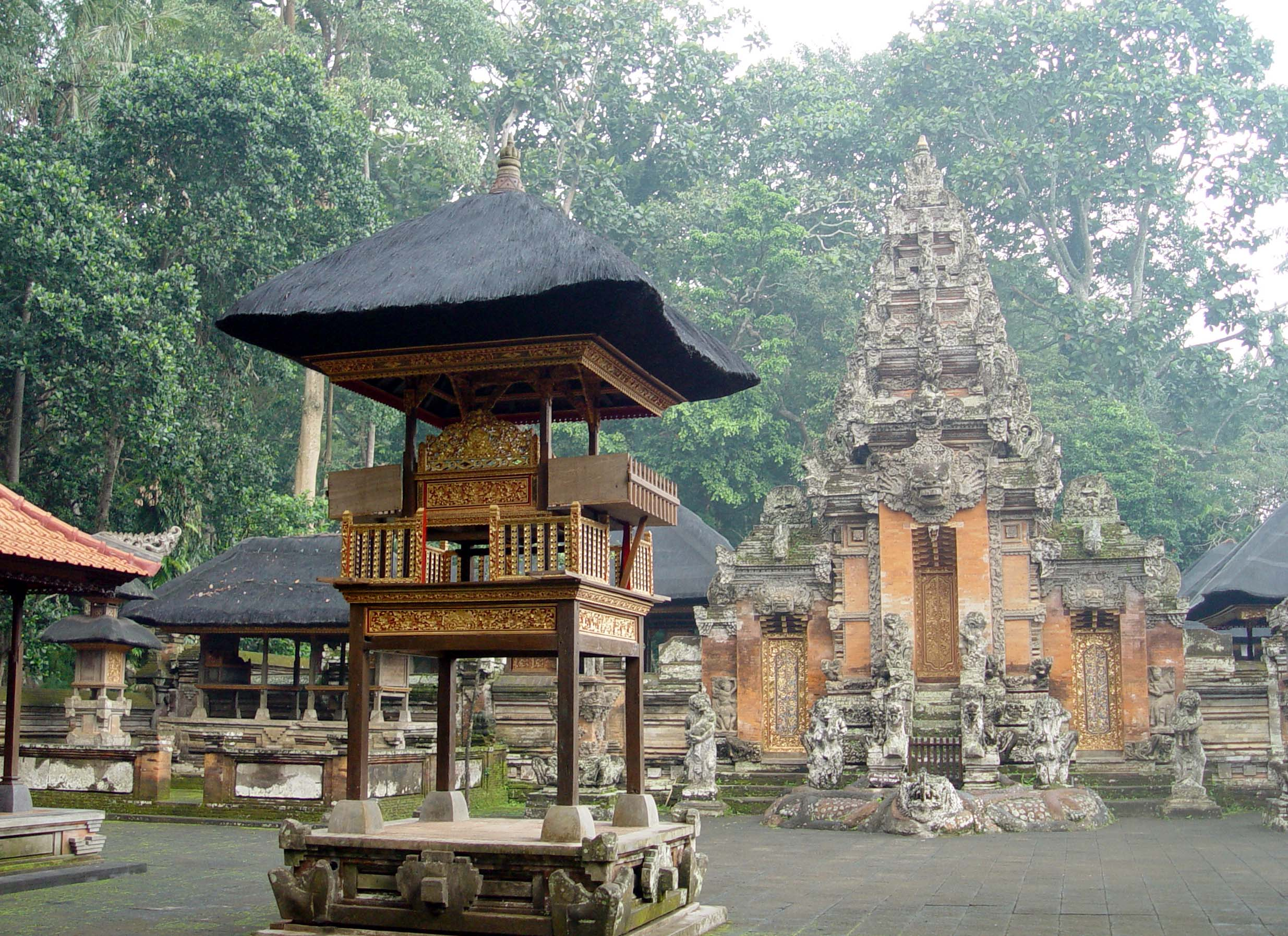
Pura Dalem Agung Padentegal
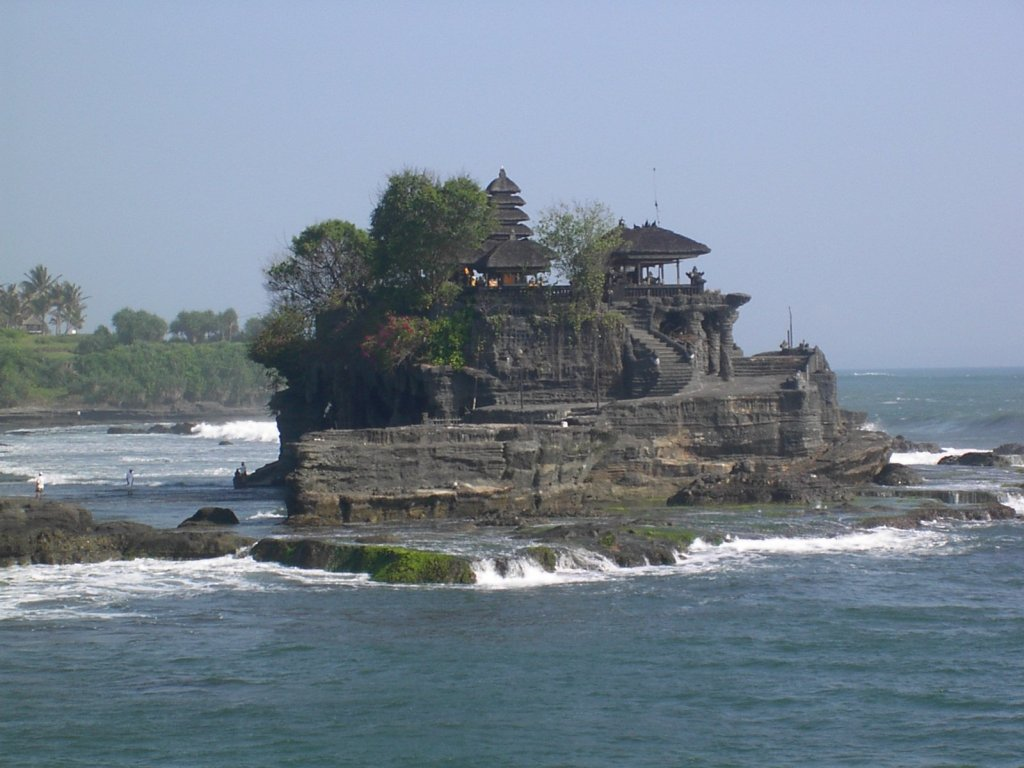
Pura Tanah Lot, een zee-pura
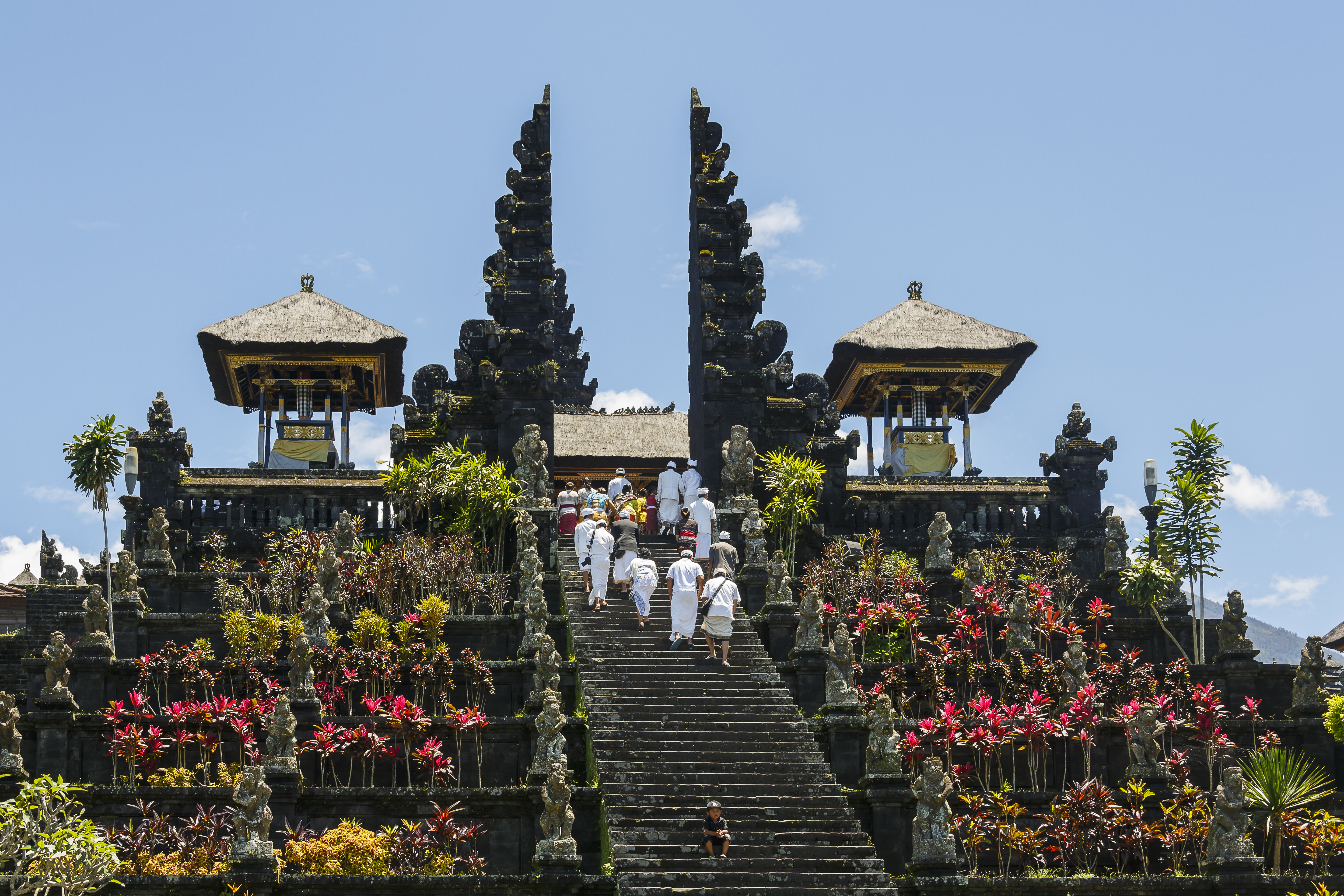
Pura Besakih
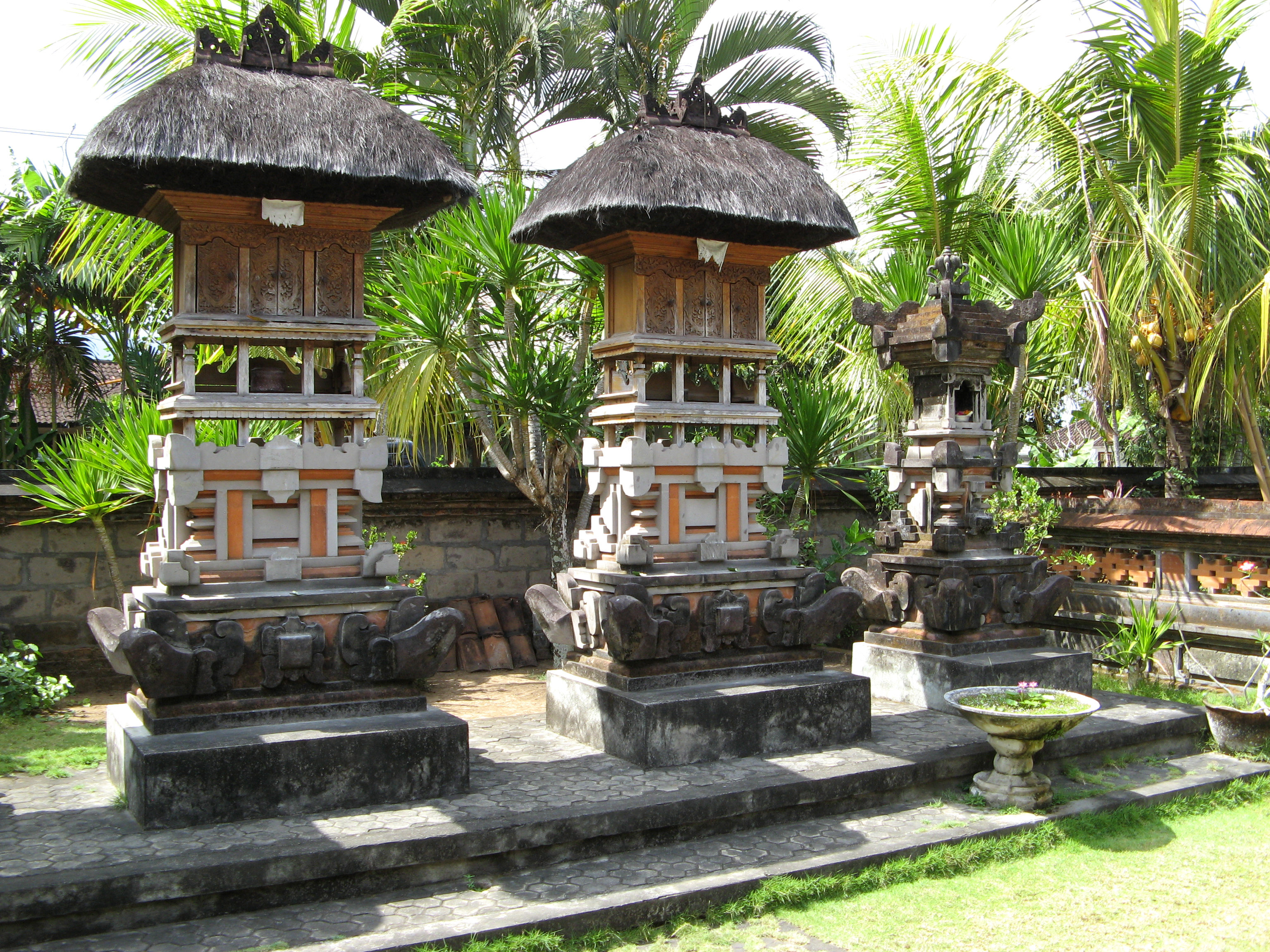
Offerplaatsen bij een huis